# Ku filozoficznemu myśleniu
Ku filozoficznemu myśleniu (niem. Wege zum philosphischen Denken) – zbiór pogadanek filozoficznych autorstwa Józefa Marii Bocheńskiego wydany po raz pierwszy w 1959 w wydawnictwie Herder we Fryburgu Bryzgowijskim w języku niemieckim. Pierwsze polskie wydanie ukazało się w Instytucie Wydawniczym PAX w 1986, w tłumaczeniu Bernarda Białeckiego.
Na zbiór składa się dziesięć 27-minutowych popularnonaukowych pogadanek wygłoszonych przez autora od maja do lipca 1958 na antenie Radia Bawarskiego w Monachium. Bocheński teksty nieznacznie przeredagował do druku, głównie w warstwie stylistycznej. Poszczególne rozdziały jedynie sygnalizują różnego rodzaju zagadnienia z obszaru filozofii, zachęcając czytelników do dociekliwszego drążenia tematów. Autor posługuje się subiektywnym (racjonalistycznym) punktem widzenia, ukazując własny pogląd na przedstawiane wątki. Wierzy w siłę i możliwości rozumu ludzkiego, jednocześnie podkreślając, że myśl człowieka napotyka pewną nieprzekraczalną barierę, poza którą narzuca się uczonemu religia, dla filozofa niemożliwa do wykorzystania w praktyce. Bocheński stara się nie tylko zachęcić czytelnika do zaznajomienia się z filozofią, lecz również nauczyć filozoficznego sposobu myślenia. W tym celu omawiane są podstawowe pojęcia filozoficzne (np. byt, człowiek, wartość, poznanie, prawo, społeczeństwo, czy absolut) oraz główne kontrowersje, opozycje między materializmem a idealizmem albo pozytywizmem a idealizmem teoriopoznawczym.